# منطقة فيكا
فيكا رمزها  «PH»  (بالإنجليزية: Phek)‏  ، هو تقسيم إداري لدولة الهند تتبع ولاية ناجالاند (بالإنجليزية: Nagaland)‏  ،  مركزها هو مدينة فيكا (بالإنجليزية: Phek)‏  عدد سكانها حسب تعداد سنة 2001 هو  148,246 ، مساحتها  2,026 كم²    وكثافة السكان   73 لكل كم² .